# Calamus flabellatus
Calamus flabellatus är en enhjärtbladig växtart som beskrevs av Odoardo Beccari. Calamus flabellatus ingår i släktet Calamus och familjen Arecaceae. Inga underarter finns listade i Catalogue of Life.